# Pierre Versins
Pierre Versins este pseudonimul lui Jacques Chamson (n. 12 ianuarie 1923, Strasbourg, Franța – d. 19 aprilie 2001, Avignon, Grand Avignon⁠(d), Franța), a fost un scriitor francez, eseist, cărturar și specialist în genul științifico-fantastic.

## Biografie
Între 1957 și 1962, Pierre Versins a publicat un fanzin critic, Ailleurs. A publicat patru romane științifico-fantastice între 1951 și 1971, inclusiv En avant, Mars, Les etoiles ne s'en foutent pas, Leprofesseur și Les transhumains.
Versins a publicat în 1972 Encyclopédie de l’utopie, des voyages extraordinaires et de la science-fiction pentru care a câștigat un premiu special la Torcon II, (a 31-a ediție Worldcon din 1973) și a câștigat Premiul Pilgrim acordat de Science Fiction Research Association în 1991. Pierre Versins a susținut în această enciclopedie că Epopeea lui Ghilgameș a fost prima lucrare științifico-fantastică datorită tratării rațiunii umane și căutării nemuririi.
În 1975, a înființat în Yverdon-les-Bains (Elveția) Maison d'Ailleurs, un muzeu al științifico-fantasticului, utopiei și al călătoriilor extraordinare. În timpul celui de-al doilea război mondial, Versins a fost arestat în Auschwitz.

## Lucrări scrise

### Romane
- 1954 : En avant, Mars publicat în 1979 în edițiile KESSELRING
- 1954 : Les étoiles ne s'en foutent pas  publicat în 1980 în edițiile KESSELRING
- 1956 : Le professeur
- 1971 : Les transhumains  publicat în 1980 în edițiile KESSELRING

### Eseuri
- Encyclopédie de l’utopie, des voyages extraordinaires et de la science-fiction, editura l'Âge d'Homme, (1972) (reeditată 1984). ISBN: 2-82512-965-8
- Outrepart, anthologie d'utopies, editura  l'Âge d'Homme, (1990). ISBN: 2-82512-966-6

## Vezi și
- Istoria științifico-fantasticului